# Oecetis rama
Oecetis rama är en nattsländeart som beskrevs av Martin E. Mosely 1948. Oecetis rama ingår i släktet Oecetis och familjen långhornssländor. Inga underarter finns listade i Catalogue of Life.